# Åparp, Okome socken

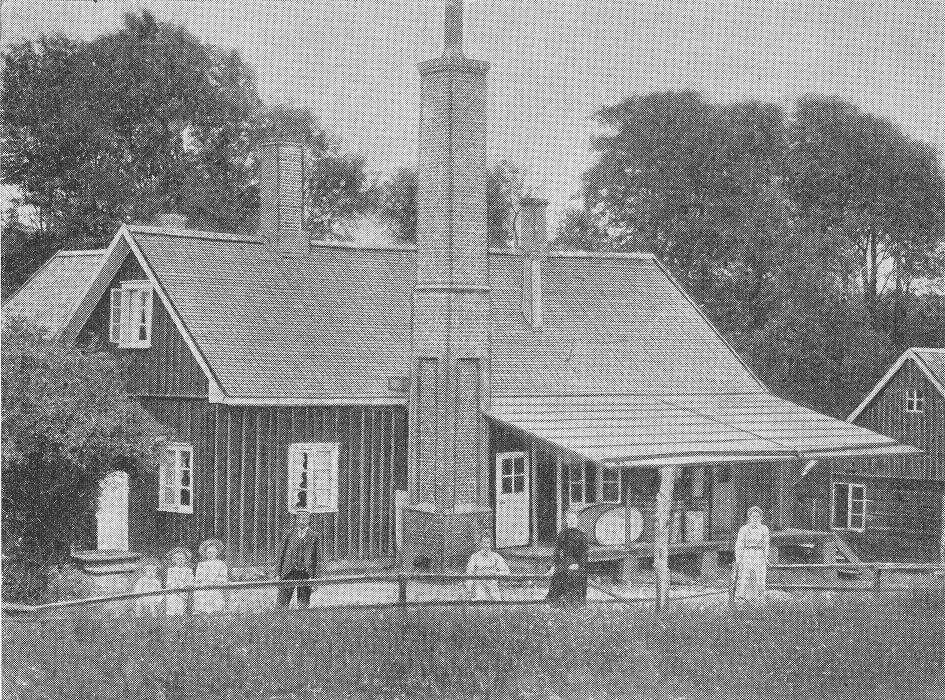
Gamla mejeriet i Åparp, uppfört 1882.

Åparp är en by i Okome socken,  Falkenbergs kommun. Grannbyn Slätten har under 1900-talet lagt till jordbruksmark från byn som därför numera (2012) delvis ingår i dess fastigheter.
De fyra insjöarna Kvarnasjön, Tjärnesjön samt Stora och Lilla Maresjö ligger alla delvis inom byns gamla gränser och samtliga ingår i Ätrans huvudavrinningsområde. 

### Fotnoter
1. ↑  Som källa för arealuppgiften har använts ”Beskrivning till [ekonomiska] kartan över Köinge, Okome och Svartrå socknar inom Faurås härad och Hallands län upprättad i Rikets Allmänna Kartverk år 1925”, vilket har sin förklaring dels i dess noggranna redogörelse för de då rådande förhållandena, dels för att fastighetsregleringar under senare år så radikalt har ritat om fastighetskartorna att ibland både byanamn raderats ut och historiska församlingsgränser flyttats. 1925 års beskrivning kan därför sägas utgöra den skriftliga källa som bäst speglar den (historiska) mantalssättning som rått sedan 1600-talets mitt och även det namnskick som (trots fastighetsregleringar) ännu råder på orten.